# Varva

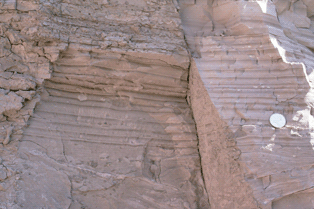
Varvas del Pleistoceno en los acantilados de Scarborough (Toronto, Ontario, Canadá). Las más gruesas tienen cerca de 1,50 cm (media pulgada) de espesor.

Una varva es cada una de las capas sedimentarias de pequeño espesor formadas estacionalmente en el fondo de lagos. Su acumulación presenta una típica estructura laminar, alternando sedimentos arenosos o limosos claros, formados en verano, con sedimentos arcillosos oscuros, formados en invierno. Cuando el lago es de tipo glaciar se denominan varvas glaciolacustres.
La palabra varva deriva del vocablo sueco varv entre cuyos significados y connotaciones se incluyen: revolución, en capas y círculo. La primera aparición del término, como Hvarfig lera (varva de arcilla), fue en el primer mapa realizado por el Geological Survey of Sweden en 1862. Inicialmente, varva fue utilizado para describir cada uno de los componentes de una capa anual en los sedimentos de lagos glaciares, pero en el Congreso Geológico de 1910, el geólogo sueco Gerard De Geer (1858-1943) propuso una nueva definición formal que describía una varva como el conjunto de cualquier capa anual de origen sedimentario. Otros términos, introducidos más recientemente, como laminación anual, son sinónimos de varva.
Entre los muchos acontecimientos periódicos que podemos encontrar en el registro geológico, las varvas son uno de los más importantes y esclarecedores para estudiar los cambios climáticos del pasado. Las varvas se encuentran entre los acontecimientos a pequeña escala reconocidos por la estratigrafía.

## Historia
Aunque el término varva no se introdujo sino hasta finales del siglo XIX, el concepto de depósito anual periódico cuenta con, al menos, doscientos años de antigüedad. En los años 1840, Edward Hitchcock sospechó que los sedimentos laminados encontrados en Norteamérica podrían ser estacionales, y en 1884 Warren Upham propuso que las parejas claro-oscuro de sedimentos representaban un único depósito anual. A pesar de estas tempranas aportaciones, el verdadero pionero y quien popularizó la investigación de las varvas fue Gerard De Geer. Mientras trabajaba para el Geological Survey de Suecia, advirtió una cierta similitud visual entre los sedimentos laminados y los anillos de los árboles. Esto le hizo sugerir que las parejas de sedimentos grueso-fino encontrados con frecuencia en los lagos glaciares eran en realidad capas anuales.
La primera cronología fue construida por De Geer en Estocolmo, a finales del siglo XIX. Su trabajo continuó y pronto estableció toda una red de lugares a lo largo de la costa este de Suecia. Las varvas expuestas en estos lugares se formaron en la cuenca del Báltico, en condiciones glaciolacustres o glaciomarinas mientras los hielos se retiraban hacia el norte. Para 1914, De Geer había descubierto que era posible comparar secuencias de varvas situadas a gran distancia emparejando las variaciones en el espesor de las mismas. Sin embargo, este descubrimiento hizo que De Geer, y muchos de sus colegas, hicieran correlaciones incorrectas, como lo que llamó 'teleconexión' entre continentes, proceso criticado por otros estudiosos, como Ernst Antevs.
En 1924, se fundó el Instituto Geocronológico, laboratorio dedicado especialmente al estudio de las varvas. De Geer, sus colegas y estudiantes realizaron viajes a otros países y continentes para investigar las varvas sedimentarias. Ernst Antevs estudió lugares desde Long Island, en los Estados Unidos, hasta el lago Timiskaming y la Bahía de Hudson, en Canadá, y creó una cronología de las varvas de Norteamérica. Carl Caldenius visitó la Patagonia y Tierra del Fuego, y Erik Norin viajó a Asia central. En esta etapa, otros geólogos estudiaron las secuencias de varvas, como Matti Sauramo, que construyó una cronología de la última deglaciación en Finlandia.
En 1940, De Geer publicó Geochronologia Suecica, un documento científico que hoy es considerado un clásico. En él se presenta la Escala Sueca del Tiempo, una cronología flotante de varvas de la retirada de los hielos desde Escania hasta Indalsšlven Lidén, el primer intento de unir esta escala temporal con el momento presente. Desde entonces, ha habido revisiones, se han descubierto nuevos lugares y se han revalorado otros antiguos. Como consecuencia, hoy, la cronología de las varvas en Suecia se basa en miles de lugares y cubre un periodo de 13.200 años.